# Jiří Douba
Jiří Douba (Karlovy Vary, 23 de mayo de 1958) es un deportista checoslovaco que compitió en esgrima, especialista en la modalidad de espada.
Ganó dos medallas de bronce en el Campeonato Europeo de Esgrima de 1991, en las pruebas individual y por equipos. Participó en dos Juegos Olímpicos de Verano, ocupando el sexto lugar en Moscú 1980 y el noveno en Barcelona 1992, ambas por equipos.

## Palmarés internacional
| Campeonato Europeo | Campeonato Europeo | Campeonato Europeo | Campeonato Europeo |
| Año                | Lugar              | Medalla            | Prueba             |
| ------------------ | ------------------ | ------------------ | ------------------ |
| 1991               | Viena (Austria)    | Medalla de bronce  | Espada individual  |
| 1991               | Viena (Austria)    | Medalla de bronce  | Espada por equipos |